# Монтемаджоре-Бельсито
Монтемаджоре-Бельсито (итал. Montemaggiore Belsito) — коммуна в Италии, располагается в регионе Сицилия, подчиняется административному центру Палермо.
Население составляет 3866 человек, плотность населения составляет 125 чел./км². Занимает площадь 31 км². Почтовый индекс — 90020. Телефонный код — 091.
В коммуне особо почитают Крест Господень, празднование 14 сентября.